# Sissach
Sissach ist eine politische Gemeinde und zugleich Hauptort des gleichnamigen Bezirks des Kantons Basel-Landschaft in der Schweiz.

## Geographie

Historisches Luftbild aus 400 m von Walter Mittelholzer von 1919

Sissach liegt eingebettet von stark bewaldeten Hügeln im Ergolztal. Von der Gemeindefläche von 890 ha sind 25,5 % besiedelt, 27,3 % dienen der Landwirtschaft, 46,6 % sind bewaldet, und 0,6 % sind unproduktiv (Stand: 2014/15).

## Geschichte
Im Jahr 1226 wurde Sissach als Sissaho erstmals urkundlich erwähnt.
Erste Spuren von Wohnstätten auf dem Burgenrain konnten in die Jungsteinzeit datiert werden. Für die Bronzezeit sind nördlich der Sissacher Flue Siedlungsreste zutage getreten. 600–100 v. Chr. siedelten die Kelten im Burgenrain. Bei der Bützenen konnte ein römischer Gutshof festgestellt werden.
Der Sisgau wurde 835 erstmals urkundlich erwähnt. Im Jahre 1041 übertrug der nachmalige Kaiser Heinrich III. (HRR) den Sisgau dem Bischof von Basel. Die Herren von Eptingen – als Lehensnehmer des Bischofs von Basel – bauten die Burg Bischofstein (unmittelbar neben der Burg Itkon), welche durch das Basler Erdbeben 1356 zerstört wurde. Die Stadt Basel kaufte in den Jahren 1461 und 1465 die Rechte und das Dorf Sissach.
Seit 1601 ist in Sissach eine Dorfschule dokumentiert, der Peter Zweibrucker als erster Lehrer vorstand. Durch den Bau der Eisenbahnlinie 1855 erlebte Sissach einen wirtschaftlichen Aufschwung.

## Wappen
Blasonierung:
Senkrecht in eine rote und eine silberne Hälfte geteilt, darin je ein erhobener Arm in der umgekehrten Farbe
Das Wappen wurde 1944 vom Familienwappen derer von Sissach übernommen. Die Flaggenfarben der Gemeinde sind Rot und Weiss. Erhobene Arme und offene Handflächen können als religiöse Zeichen und friedliche Symbole verstanden werden. Die konkrete Bedeutung liegt jedoch im Dunkeln.

## Bevölkerung
Die ständige Wohnbevölkerung hat durch Zuwanderung und Geburtenüberschuss seit 1992 um 7,1 % zugenommen.

## Politik
Der Gemeinderat (Exekutive) besteht aus sieben Stimmberechtigten. Seit den Wahlen vom 3. März 2024 setzt er sich aus folgenden Parteien zusammen: 3 FDP, 2 Stechpalme (Grüne), 1 SP, 1 Pro Sissach. Gemeindepräsident (2024–2028) ist Peter Buser (Stechpalme, Stand 2025).
Bei den Landratswahlen vom Februar 2023 betrugen die Wähleranteile in Sissach: SVP 22,5 %, FDP 21,2 %, SP 20,6 %, Grüne 17,7 %, glp 8,8 %, Mitte 4,9 %, EVP 4,3 %.
Bei den Schweizer Parlamentswahlen vom Oktober 2023 betrugen die Wähleranteile: SVP 26,4 % (2019 21,7 %), SP 24,2 % (18,5 %), FDP 17,3 % (18,8 %), Grüne 14,3 % (29,5 %), glp 7,2 % (3,9 %), Mitte 6,5 % (3,9 %), EVP 2,3 % (3,7 %), EDU 0,5 % (–).

## Wirtschaft
Das Wirtschaftsleben von Sissach ist geprägt durch einzelne grössere Firmen sowie durch die zahlreichen kleinen und mittleren Gewerbetreibenden und Unternehmen, die entweder die lokale Nachfrage bedienen oder aber als spezialisierte Zulieferer für grosse Unternehmen produzieren. Bei der mit Abstand grössten Unternehmung handelt es sich um die Georg Fischer JRG AG, ein Tochterunternehmen der Georg Fischer AG.
Sie ist ein Produzent von weltweit vertriebenen Trinkwasser-Installationssystemen und beschäftigt circa 400 Mitarbeiter.
Von Bedeutung für die Landwirtschaft ist das Landwirtschaftliche Zentrum Ebenrain.

## Verkehr

Der Bahnhof Sissach (2005)

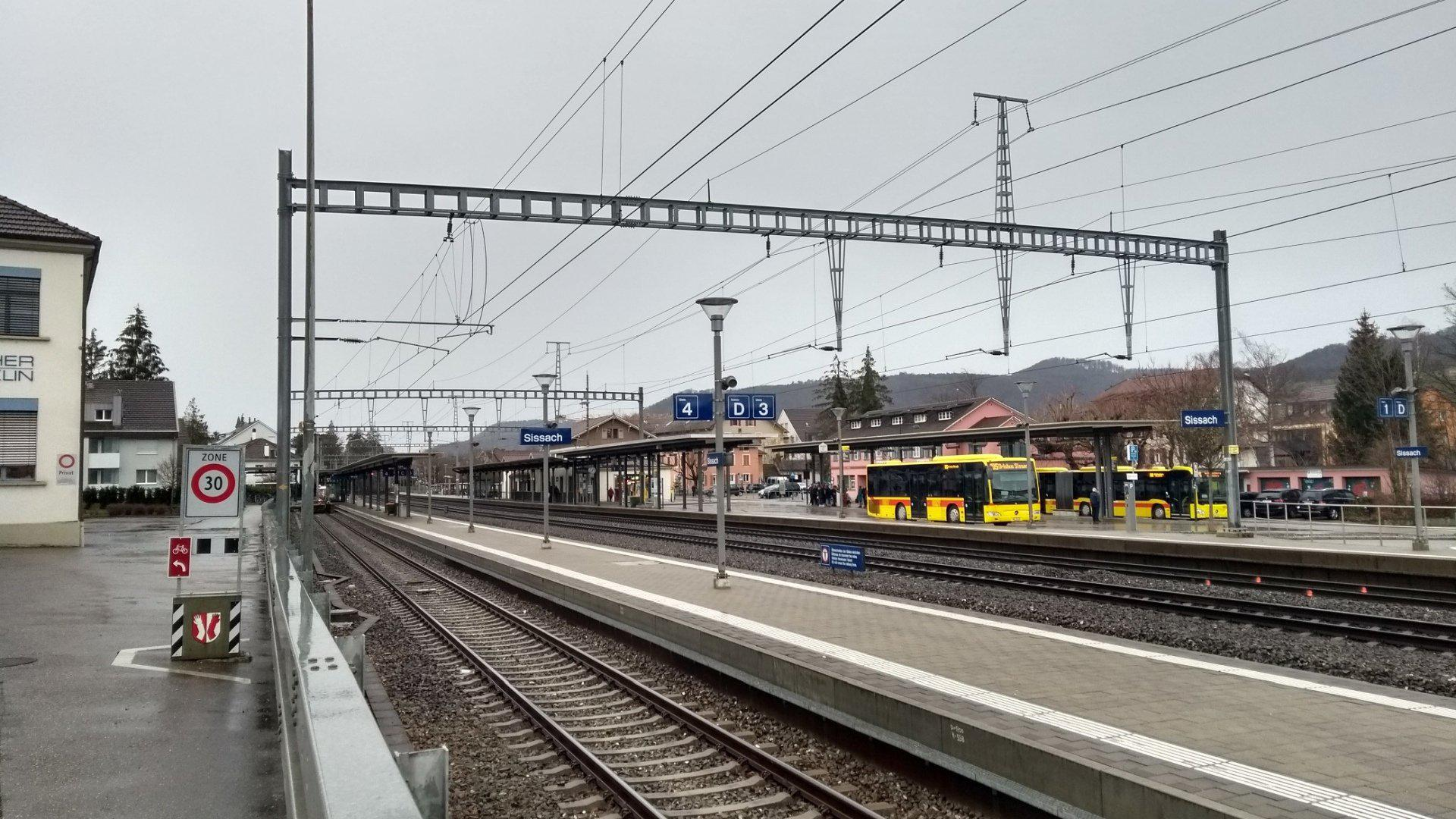
Bahnhof im Jahr 2018

Sissach liegt an der Hauensteinstrecke Basel–Olten der SBB (Fahrplanfeld 500). Der Bahnhof Sissach wird seit Fahrplan 2015/16 zweimal stündlich von der Linie S3 der S-Bahn Basel bedient. Stündlich verbindet ein InterRegio Sissach mit Basel und Luzern über Olten, ein weiterer stündlich mit Basel und St. Gallen über Zürich. Nicht vergessen werden darf die S9 mit stündlicher Verbindung via Läufelfingen über die alte Hauensteinstrecke nach Olten.
Die alte Hauensteinstrecke der Centralbahn über Läufelfingen nach Olten zweigt im Bahnhof Sissach von der Stammlinie ab. Südlich des Bahnhofs kann man noch das alte Lokdepot mit Drehscheibe und Wasserturm entdecken.
Von 1891 bis 1916, vor der Inbetriebnahme des Hauensteinbasistunnels, verband die Trambahn Sissach-Gelterkinden-Bahn Sissach mit der Gemeinde Gelterkinden.
Sissach ist ein wichtiger Ausgangspunkt verschiedener Oberbaselbieter Buslinien, welche die umliegenden Dörfer an den öffentlichen Verkehr anschliessen.
Sissach liegt an der Hauptstrasse 2, die vom Kantonshauptort Liestal über den Unteren Hauenstein nach Olten führt. Im Westen hat die Gemeinde einen eigenen Anschluss an die Autobahn A2 und ist daher mit dem Auto gut zu erreichen.

## Kultur
Ein wichtiges Datum für Sissach ist der Banntag, der am Samstag vor Auffahrt stattfindet. An diesem nehmen traditionell nur Männer teil. Der lautstarke Brauch (mit Banntagsschiessen) wird in Sissach durch die Bürgergemeinde organisiert. Viele Besucher aus den umliegenden Gemeinden ziehen auch die drei Warenmärkte (jeweils im Frühling, Sommer und Herbst) an, vor allem der Herbschtmäärt (Herbstmarkt) im November gilt als heimlicher Sissacher Feiertag, an dem auch die Schulen geschlossen bleiben.
In Sissach waren Anfang 2015 rund 112 Vereine registriert, nebst Turnverein, Eishockeyclub (Zunzgen-Sissach) und Fussballclub (Sportverein Sissach) sind auch exotische Vereinsnamen mit Namen wie Bierstürzer Sissach oder die Nuggi-Clique (Nuggi ist das schweizerdeutsche Wort für «Schnuller») zu finden. Letztere beide gehören zu den vielen Fasnachtsgruppierungen in und um Sissach.
Eine örtliche Ländlerkapelle ist die Sissecher Holzmusig.
Das Dorf beheimatet eines der wenigen Kinos der Region ausserhalb von Basel (Cinema Palace). Es wurde von der Bürgergemeinde Sissach gekauft und wird durch diese betrieben.

### «Fasnecht»
Zur Sissacher Kultur zählt vor allem die Sissecher Fasnecht. Diese nahm ihren Ursprung im Jahre 1928, als die noch heute aktive Nuggi-Clique Sissech das Dorf erstmals mit traditionellen Basler Märschen unterhielt. Seitdem ist die Fasnachtsgemeinschaft stetig gewachsen.
Die Sissecher Fasnecht hat dabei einige Verbindungen zur Basler Fasnacht:
In Sissach wird am Montag um 4:00 Uhr ebenfalls der Morgestraich vollzogen, anders als in Basel gestaltet sich dieser aber mehr als ein «Gässlä» denn als ein Umzug. Zudem hat in Sissach die Fasnecht da bereits begonnen (Start am Sonntag 14:00 Uhr). Ebenfalls wie in Basel werden am Montagabend die Restaurants und Beizen mit Schnitzelbänken unterhalten.
Eine weitere Verbindung wurde zu Liestal vermutet, da in Sissach am Montagabend ebenfalls Chienbäsen verbrannt werden. Jedoch wird ein Unterschied bei den Lampionwagen sichtbar. Während in Liestal das Feuer im Mittelpunkt steht, wird in Sissach die Farbenpracht fokussiert.
Den Abschluss der Sissecher Fasnecht bildet die «Chluri»-Verbrennung. Dies ist eine reine Sissacher Tradition.

## Sehenswürdigkeiten
- Das Schloss Ebenrain wurde in den Jahren 1774/75 für den Basler Fabrikanten Martin Bachofen-Heitz erbaut. Es ist heutzutage im Besitz des Kantons Basel-Landschaft und wird für Kunstausstellungen, Konzerte und Vorträge benutzt.
- Das Warenhaus Cheesmeyer ist ein gut erhaltenes Beispiel für die Kaufhausarchitektur des frühen 20. Jahrhunderts. Der Bau aus dem Jahr 1901 wurde in das kantonale Inventar der geschützten Kulturdenkmäler aufgenommen.[12][13]
- Das Henkermuseum ist eine reichhaltige Sammlung von Originalgeräten aus der dunklen Seite der Justiz.
- Die Ruine Sissacherfluh ist eine weitere Sehenswürdigkeit.

## Persönlichkeiten
- Johann Friedrich Huber (1766–1832), Künstler und Kunsthändler
- Achilles Huber (1776–1860), Architekt
- Heinrich Schaub (1802–1890), Politiker
- Eduard Fries (1811–1879), Botaniker und Landarzt in Sissach
- Friedrich Burckhardt (1830–1913), Mathematiker und Schulleiter
- Emil Pümpin (1840–1898), Eisenbahningenieur
- Jakob Buser (1847–1914), Bankdirektor, Oberst, Land-, National- und Ständerat
- Serena Bangerter-Buser (1871–1957), Ärztin
- Wilhelm Eduard Brodtbeck-Buess (1873–1957), Architekt und Unternehmer
- Adolf Müller-Senglet (1896–1942), Bauzeichner, Architekt, Kunstförderer und Heraldiker
- Eugen Häfelfinger (1898–1979), Maler, Bühnenbildner, Plastiker und Mosaizist
- Maria Kunz (1899–1985), Lehrerin, Ärztin und Entwicklungshelferin
- Eduard Müller (1912–1983), Organist und Cembalist
- Fritz Heid (1916–2010), Grafiker, Bildhauer und Innenarchitekt
- Urs Wüthrich (1954–2022), Regierungsrat, Regierungspräsident 2013, lebte in Sissach
- Isaac Reber (* 1961), Regierungsrat
- Maya Graf (* 1962), Politikerin (Grüne), Ständerätin, Nationalratspräsidentin 2012/13
- Violanda Lanter-Koller (* 1964), Politikerin, Abgeordnete im liechtensteinischen Landtag
- Frank Matter (* 1964), Filmproduzent und ‑regisseur
- Kevin Schläpfer (1969), Eishockeyspieler und ‑trainer
- DJ Antoine (* 1975), DJ, Produzent
- Ben Zahler (* 1979), Jazzmusiker
- Laura Grazioli (* 1985), Landrätin (Grüne)
- Elvis Schläpfer (* 2001), Eishockeyspieler

## Impressionen

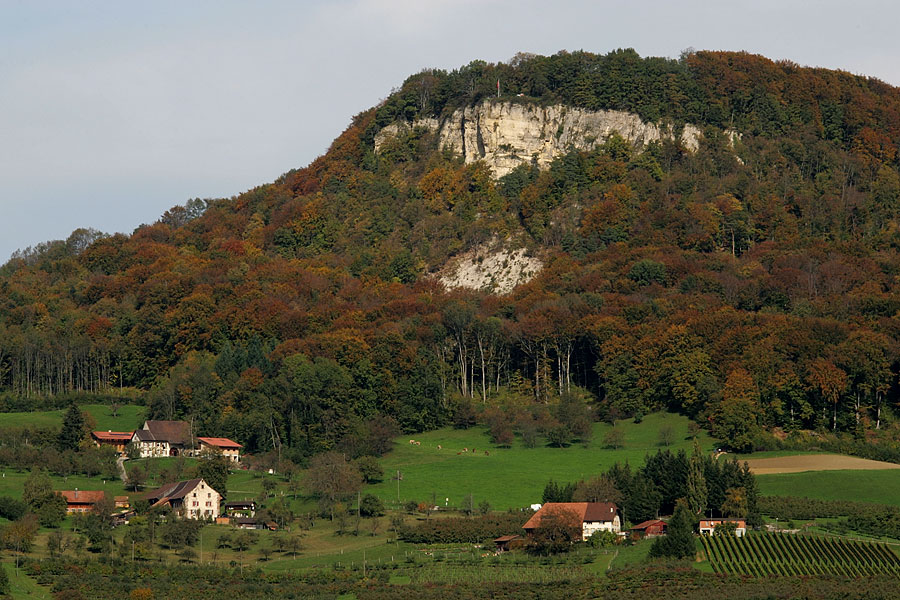
Sissacher Fluh
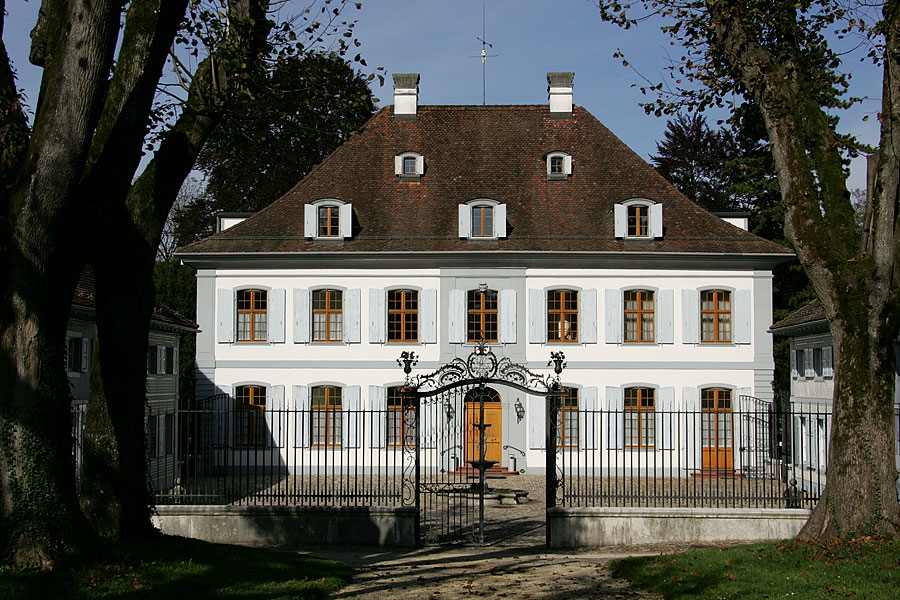
Schloss Ebenrain
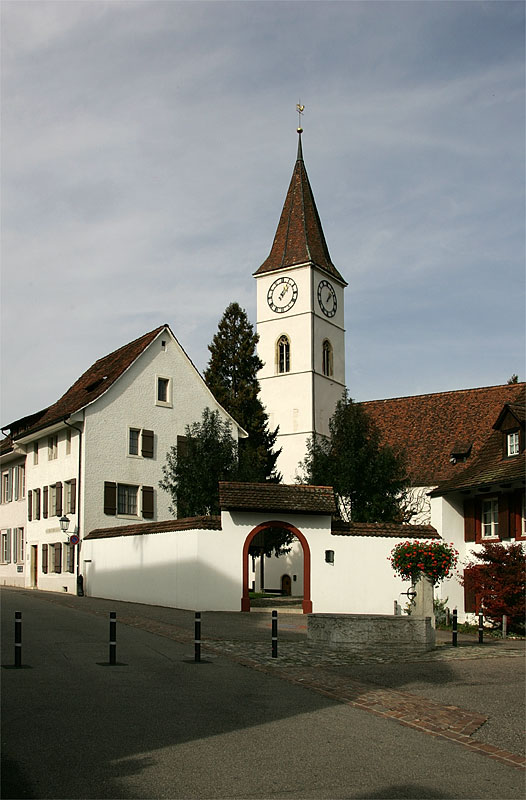
Reformierte Kirche
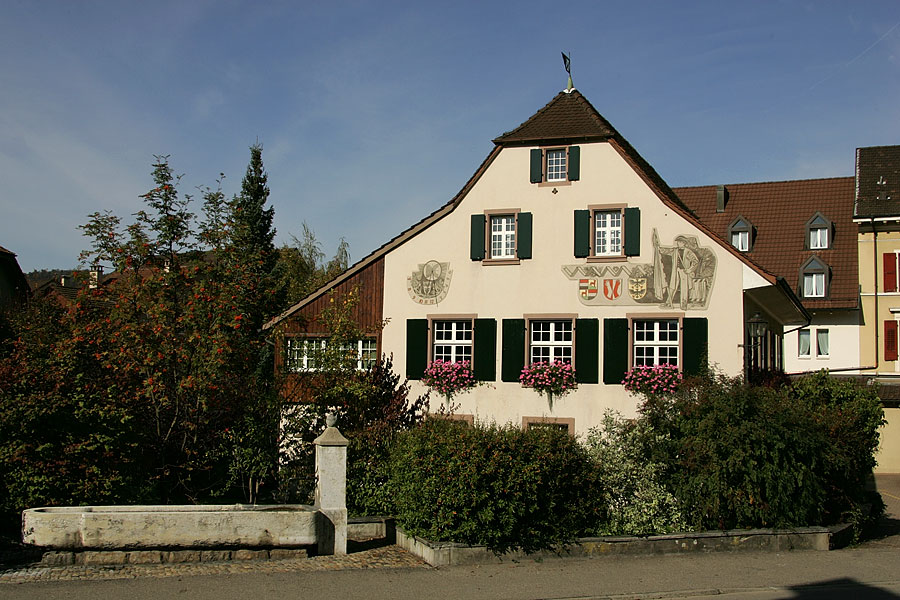
Heimatmuseum